# Cirangkong (Cijambe)
Cirangkong is een bestuurslaag in het regentschap Subang van de provincie West-Java, Indonesië. Cirangkong telt 3813 inwoners (volkstelling 2010).